# Engelbert Niehaus
Engelbert Niehaus (* 1965) ist ein deutscher Mathematiker.

## Leben
Niehaus erwarb 1993 das Diplom in Mathematik (Nebenfach Informatik) und wurde 1994 an der Universität Münster bei George Maltese in Mathematik und Informatik promoviert. 1996 folgte das 1. Staatsexamen, 1998 das 2. Staatsexamen für das Lehramt an Sekundarstufen I und II. Nach seiner Habilitation im Jahr 2004 ist er seit 2005 Professor für Mathematik und Didaktik an der Universität Koblenz-Landau beziehungsweise seit 2023 an der Rheinland-Pfälzischen Technische Universität Kaiserslautern-Landau am Campus Landau.

## Schriften (Auswahl)
- K-reguläre Elemente in topologischen Algebren. Dissertation 1995.
- Innerneurale Lernprozesse. Ersetzung von Lernalgorithmen durch adaptive neuronale Netzwerkstrukturen. Verlag Universität Münster, 1997.